# Weense Genesis

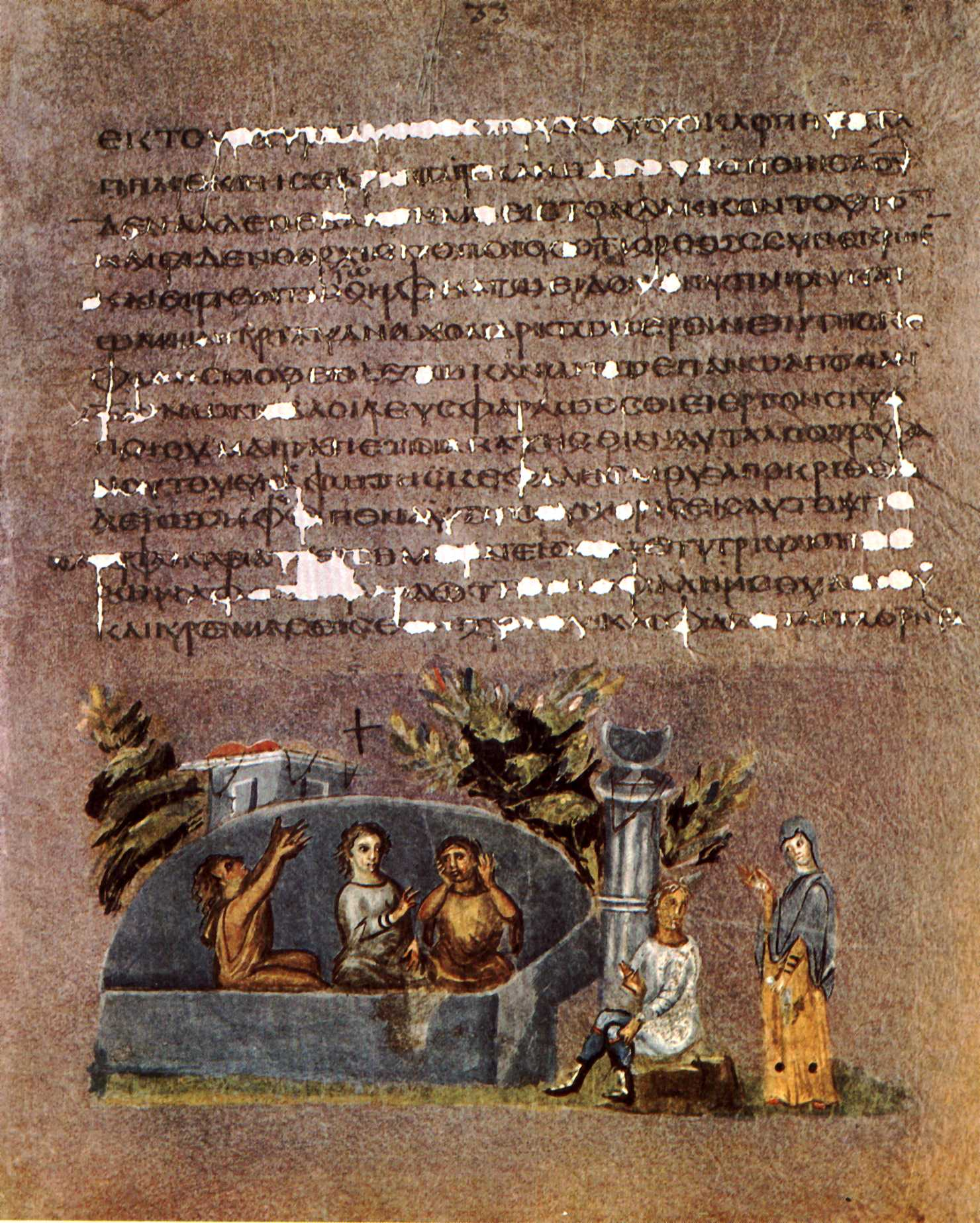
Weense Genesis, Jozef in de gevangenis.

De Weense Genesis een verlucht handschrift waarvan wordt aangenomen dat het gemaakt werd in Antiochië, in de oudheid de hoofdstad van het Seleucidische Rijk en later van de Romeinse provincie Syria. Het dateert uit de eerste helft 6e eeuw en bevat de rijkst versierde Bijbelcyclus van de overgangsperiode tussen de antieke tijd en de middeleeuwen. Het manuscript wordt bewaard in de Österreichische Nationalbibliothek onder signatuur, cod. theol. gr. 31).

## Beschrijving
De bewaarde Griekse tekst is een fragment uit het Bijbelboek Genesis. Het telt vierentwintig perkamenten folia. De tekst werd geschreven in een Griekse unciaal met zilverinkt op purper gekleurd perkament en is overvloedig versierd met miniaturen. De afmetingen van de folia liggen tussen de 304 en 326 mm hoogte en 245 tot 265 mm breedte. Origineel bevatte het manuscript waarschijnlijk 96 folia met 192 miniaturen en meer dan 500 scènes. Er waren waarschijnlijk 11 miniaturisten bij het werk betrokken. In het bewaarde fragment zijn er 48 miniaturen, meestal een halve bladzijde groot. De nomina sacra zijn in goudinkt geschreven.

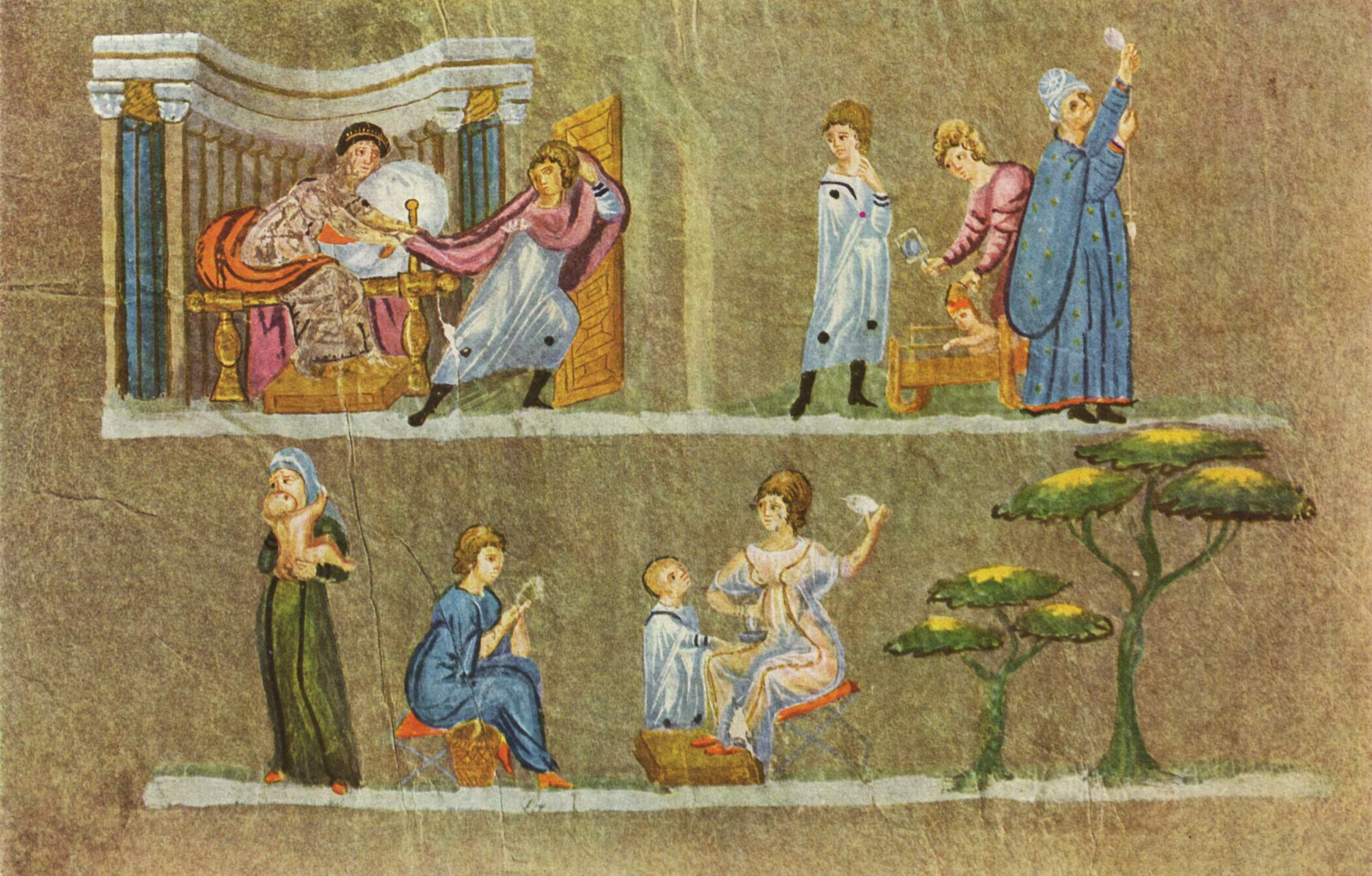
De bekoring van Jozef.

De tekstblok, meestal een halve pagina hoog, bestaat uit een kolom. Het aantal lijnen en de hoogte van de letters is variabel, in functie van de grootte van de miniatuur. Het aantal lijnen varieert tussen elf en zeventien en de letterhoogte tussen 3 en 5 mm. Daardoor is de tekst op sommige pagina’s meer dan dubbel zo groot als op andere. Het aantal tekens varieert tussen 331 en 774 per pagina. Om de relatie tussen tekst en miniatuur op dezelfde bladzijde te bewaren werd de Bijbeltekst soms beduidend ingekort.
De uitvoering van het handschrift op purper perkament met zilveren letters en een miniatuur op elke bas de page laten veronderstellen dat het gemaakt werd voor de kringen rond het keizerlijk hof maar voor een precieze toewijzing aan een bepaalde opdrachtgever is er geen enkel concreet element voorhanden.

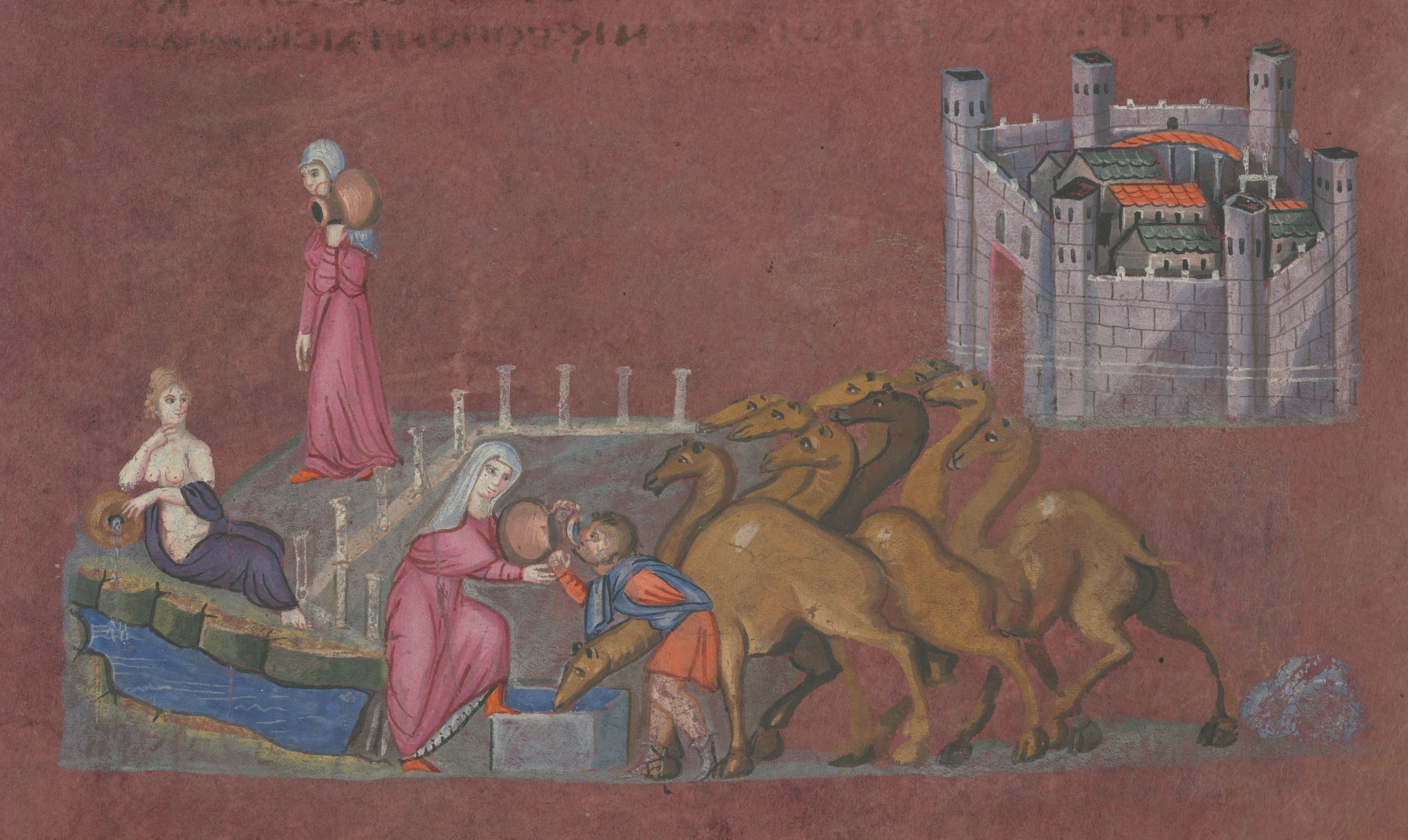
Folio 7, Rebecca en Eliëzer bij de bron.

## Stijl
Al de miniaturisten werkten in een authentieke laat antieke naturalistische stijl. De afgebeelde figuren zijn goed gedifferentieerd zodat het aparte individu’s worden met elk hun eigen fysieke en psychologische kenmerken. Ze gebruikten evocatieve gebaren om de verhalende scènes te verduidelijken. De stijl komt goed overeen met die van de Codex purpureus Rossanensis en de Codex Sinopensis, maar in de Weense Genesis ligt er meer nadruk op de omkadering en de naturalistische details. De artiesten gebruiken elementen uit de klassieke stijl zoals de verpersoonlijking van de rivier door een halfnaakte vrouw in de miniatuur met het verhaal van Rebecca en Eliëzer bij de bron op folio 7 en om plooien en volumes te modelleren gebruiken ze witte accentuering, maar de behandelde thema’s zijn Christelijk zoals gebruikelijk in de Byzantijnse kunst.

## Geschiedenis
Het boekfragment bevond zich in de 14e eeuw in Venetië. In 1622 kwam het fragment dat was ingebonden samen met een Latijnse codex terecht bij Keizer Leopold I uit de erfenis van aartshertog Leopold Willem van Oostenrijk. In 1664 kwam het manuscript terecht in de hofbibliotheek.

## Bewaring
De codex wordt niet meer als dusdanig bewaard. De zilverinkt corrodeerde waardoor het perkament sterk beschadigd raakte. Dit werd al vastgesteld in 1664 als het handschrift werd opgenomen in de hofbibliotheek. Van 1895 tot 1975 werden de aparte folia van het handschrift bewaard tussen glazen platen. In 1975 werd een conservatiebehandeling met perkamentlijm toegepast, die sporen van azijnzuur bevatte en sindsdien worden de folia tussen acrylbladen bewaard. In 2016 werd een onderzoek gestart om de stand van zaken te bekijken en te beslissen over noodzakelijke behandelingen en een eventueel nieuwe bewaarmethode.
Codex Amiatinus · Anjou-Bijbel · Bury Bijbel · Bijbel van de Heilige Lodewijk · Gotische Bijbel · Middelfrankische Rijmbijbel · Rado-Bijbel · Rijmbijbel · Ripoll-bijbels - Souvigny-Bijbel · Speyer-fragment · Tweede Bijbel van Karel de Kale · Weense Bible Moralisée C.V. 1179 · Weense Bible Moralisée C.V. 2554 · Weense Genesis · Wenceslaus-Bijbel · Zwolse Bijbel